# Lozice (Vipava)
Lozice falu Szlovéniában, a Goriška statisztikai régióban, a Vipava-folyó felső szakaszán, a Vipava-völgyben. Közigazgatásilag Vipavához tartozik.
A falu a Nanos-hegy nyugati lankáinak lábánál fekszik.

## Temploma
A Szentkereszt tiszteletére emelt temploma Koperi Katolikus Egyházmegyéhez tartozik és Xavéri Szent Ferenc tiszteletére épült.

## Fordítás
- Ez a szócikk részben vagy egészben  a   Lozice, Vipava című angol Wikipédia-szócikk ezen változatának fordításán alapul.  Az eredeti cikk szerkesztőit annak laptörténete sorolja fel. Ez a jelzés csupán a megfogalmazás eredetét és a szerzői jogokat jelzi, nem szolgál a cikkben szereplő információk forrásmegjelöléseként.